# 日本の南極観測

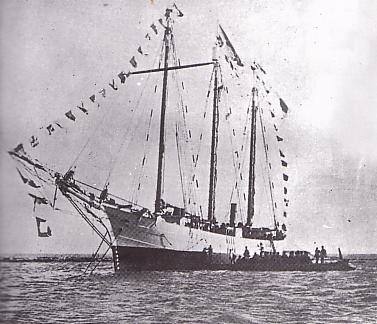
開南丸

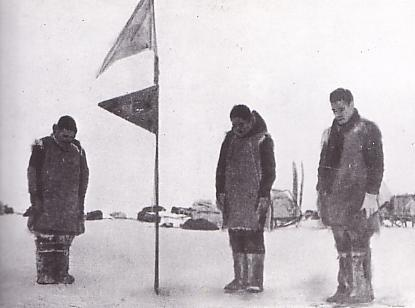
大和雪原

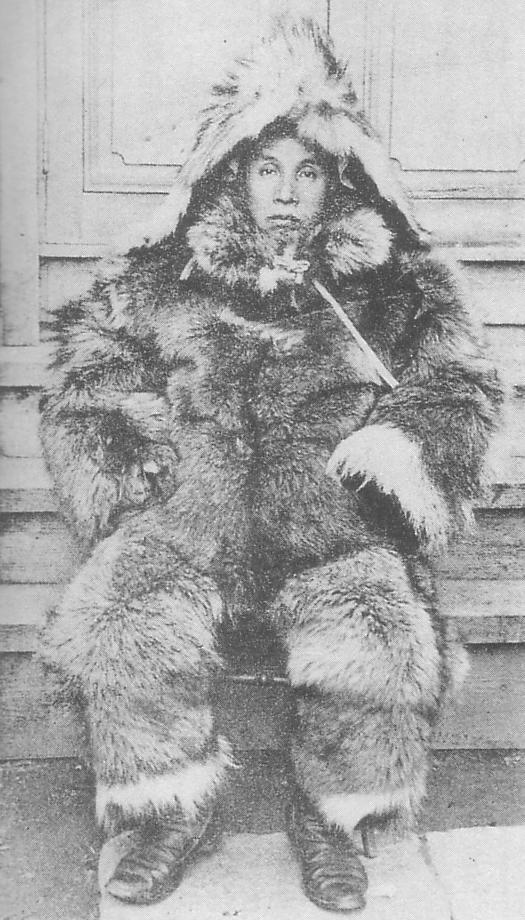
日本南極探検隊隊長の白瀬矗

日本の南極観測は1910年に行われた南極探検隊による調査を端緒とし、1956年に南極地域観測隊が結成されて以降継続的に行われている。

## 南極探検隊
1910年12月、日本の陸軍軍人で南極探検家の白瀬矗は開南丸で東京から出航し1911年2月26日に氷海へと到達、ロス海へ船を進める。しかしすでに南極では夏が終わろうとしていたためコールマン島から引き返し、越冬のためオーストラリアのシドニーへ寄港する。
11月16日にシドニーを出航し、二度目の試みでエドワード7世半島を経由して南極到達に成功する。「開南丸」はクジラ湾のロス棚氷でロアール・アムンセンを中心とする南極探検隊の南極点到達からの帰還を待つ「フラム号」と遭遇する。開南丸から7名から成る突進隊が棚氷へと上陸し、南緯80度5分・西経165度37分まで探検した後、一帯を大和雪原と命名して帰国の途につく。突進隊帰還までの間、開南丸はエドワード7世半島付近を探索、大隈湾や開南湾を命名する。アレクサンドラ王妃山脈 (アレクサンドラ王妃に由来) 付近を探索した後、開南丸は日本へ向けて出航、1912年6月20日に芝浦に帰還した。

## 南極地域観測隊
第二次世界大戦後の1956年、第1次南極地域観測隊が南極観測船の宗谷で南極へ向かい、昭和基地を開設する。以降、みずほ基地、あすか基地、ドームふじ基地などの南極観測基地を設立して気象観測や電離層観測、海底地形調査、海洋物理・化学観測、測地観測などの研究観測を行なっている。